# Maglić (wieś)
Maglić (cyr. Маглић) – wieś w Serbii, w Wojwodinie, w okręgu południowobackim, w gminie Bački Petrovac. W 2011 roku liczyła 2486 mieszkańców.